# وكالة المخابرات الدفاعية (الهند)
وكالة المخابرات الدفاعية (DIA) هي منظمة مسؤولة عن توفير وتنسيق الاستخبارات العسكرية للقوات المسلحة الهندية. تم إنشاؤها في مارس 2002 وتدار داخل وزارة الدفاع.